# Sankt Johannes socken
Sankt Johannes socken i Östergötland ingick i Lösings härad (före 1888 även del i Hammarkinds härad), uppgick 1918 i Norrköpings stad, och området är sedan 1971 en del av Norrköpings kommun i Östergötlands län, från 2016 inom Norrköpings Sankt Johannes distrikt och Vrinnevi distrikt.
Socknens areal var 37,61 kvadratkilometer. År 1915 fanns här 3 091 invånare. Sockenkyrkan Sankt Johannes kyrka ligger i Norrköpings stad, ej denna socken, och var före 1500-tal gemensam för staden och denna socken. 

## Administrativ historik
Sankt Johannes socken har medeltida ursprung, som landsförsamling till Norrköpings stad. Namnet Norrköpings landsförsamling respektive Norrköpings socken har använts som alternativnamn till församlingen och socknen upp till 1879.
1888 överfördes ett område på 15 hektar, lägenheten Lindalen nr. 9, till Västra Husby socken i Hammarkinds härad, efter att tidigare varit en del av dessa jordebok, men tillhört Sankt Johannes församling.
Vid kommunreformen 1862 övergick socknens ansvar för de kyrkliga frågorna till Sankt Johannes församling och för de borgerliga frågorna till Sankt Johannes landskommun. Landskommunen inkorporerades 1918 i Norrköpings stad som 1971 uppgick i Norrköpings kommun. Församlingen namnändrades 1922 till Norrköpings S:t Johannes församling, varur 1992 delar utbröts till Vrinnevi församling och som 2010 utökades.
1 januari 2016 inrättades distrikten Norrköping Sankt Johannes och Vrinnevi, med samma omfattning som motsvarande församling hade 1999/2000 och fick 1992, och vari detta sockenområde ingår.
Socknen har tillhört samma fögderier och domsagor som Norrköpings stad.

## Geografi
Sankt Johannes socken ligger närmast söder och nordost om det som utgjorde Norrköpings stad.

## Fornlämningar
Kända från socknen är lösfynd från stenåldern och gravar från järnåldern.

## Namnet
Namnet (1488 Sancti Johannis soken) kommer från kyrkan som helgats åt Johannes döparen.

### Fotnoter
1. 1 2  Sankt Johannes socken i Nordisk familjebok 1922
2. ↑  Harlén, Hans; Harlén Eivy (2003). Sverige från A till Ö: geografisk-historisk uppslagsbok. Stockholm: Kommentus. Libris 9337075. ISBN 91-7345-139-8
3. ↑  ”Församlingar”. Statistiska centralbyrån. https://www.scb.se/hitta-statistik/regional-statistik-och-kartor/regionala-indelningar/forsamlingar/. Läst 30 december 2022.
4. ↑  Johannes&Typ=Alla&DatumFran=&DatumTill= Administrativ historik för Sankt Johannes socken (Klicka på församlingsposten). Källa: Nationella arkivdatabasen, Riksarkivet.
5. ↑  ”Karta över Lösings härad från 1868”. Arkiverad från originalet den 3 oktober 2017. https://web.archive.org/web/20171003142559/http://kartavdelningen.sub.su.se/images/Ek/E/E-Losing/openlayers.html. Läst 13 april 2018.
6. ↑  Fornlämningar, Statens historiska museum: Sankt Johannes socken
7. ↑  Fornminnesregistret, Riksantikvarieämbetet: Sankt Johannes socken Fornminnen i socknen erhålls på kartan genom att skriva in sockennamn (utan "socken") i "Ange geografiskt område"
8. ↑  Mats Wahlberg, red (2003). Svenskt ortnamnslexikon. Uppsala: Institutet för språk och folkminnen. Libris 8998039. ISBN 91-7229-020-X. https://isof.diva-portal.org/smash/get/diva2:1175717/FULLTEXT02.pdf